# Acraspisa pallipes
Acraspisa pallipes är en tvåvingeart som beskrevs av Krober 1912. Acraspisa pallipes ingår i släktet Acraspisa och familjen stilettflugor. Inga underarter finns listade i Catalogue of Life.